# Fritjof Pedersén
Fritjof Josef Pedersén, född 23 december 1923 i Stockholm, död 1 februari 2018, var en svensk reklamkonstnär, tecknare och grafiker.
Han var son till banktjänstemannen Josef Pedersén och Ingeborg Ahlberg och från 1951 gift med Laila Krüger. Efter att Pedersén avlagt examen vid Högre konstindustriella skolan 1946 företog han ett antal studieresor till bland annat Nederländerna, Belgien och Frankrike. Tillsammans med Lars Bramberg ställde han ut affischer på Bankhallen i Stockholm 1954 och han medverkade i grupputställningar på Samlaren i Stockholm. Han deltog i Nationalmuseums utställning Unga tecknare 1946 och i Föreningen Nordiska tecknares utställningar i Oslo och Stockholm. Han var huvudsakligen verksam som reklamkonstnär och illustratör men utförde även vanlig bildkonst i form av teckningar eller grafik. Som illustratör medverkade han i tidskriften Söndagsnisse-Strix. Pedersén är representerad vid Sjöhistoriska museet med ett par affischer samt i Stedelijk Museum i Amsterdam.